# اسکیت‌تاون (ایالات متحده)
اسکیت‌تاون، ایالات متحده (به انگلیسی: Skatetown, U.S.A.) فیلمی محصول سال ۱۹۷۹ و به کارگردانی ویلیام ای. لیوی است. در این فیلم بازیگرانی همچون اسکات بایو، پاتریک سوویزی، فلیپ ویلسون، مورین مک‌کورمیک، کاترین کلی لنگ، ران پالیلو، جودی لندرز، روت بوزی، دورتی استارتن، جو ای.راس، دیو میسون، بیلی بارتی، سیدنی لاسیک، بیل کریچنبائر ایفای نقش کرده‌اند.